# أحقاد خفية (مسلسل)
أحقاد خفية مسلسل درامي اجتماعي سوري، عرض على عدة قنوات، منها إم بي سي وهو بطولة : بسام كوسا ، كاريس بشار، قصي خولي، يارا صبري، باسل خياط، عارف الطويل، سلافة معمار، نسرين طافش ، محمد قنوع.